# ۵۱۶ (میلادی)
۵۱۶ (میلادی) پانصد  و شانزدهمین سال تقویم میلادی است.

## زادگان
- آتالاریک، پادشاه اوستروگوت‌ها در ایتالیا (م. ۵۳۴)

## درگذشتگان
‎